# Melipona schwarzi
Melipona schwarzi är en biart som beskrevs av Jesus Santiago Moure 1963. Melipona schwarzi ingår i släktet Melipona och familjen långtungebin. Inga underarter finns listade i Catalogue of Life.